# Gipó

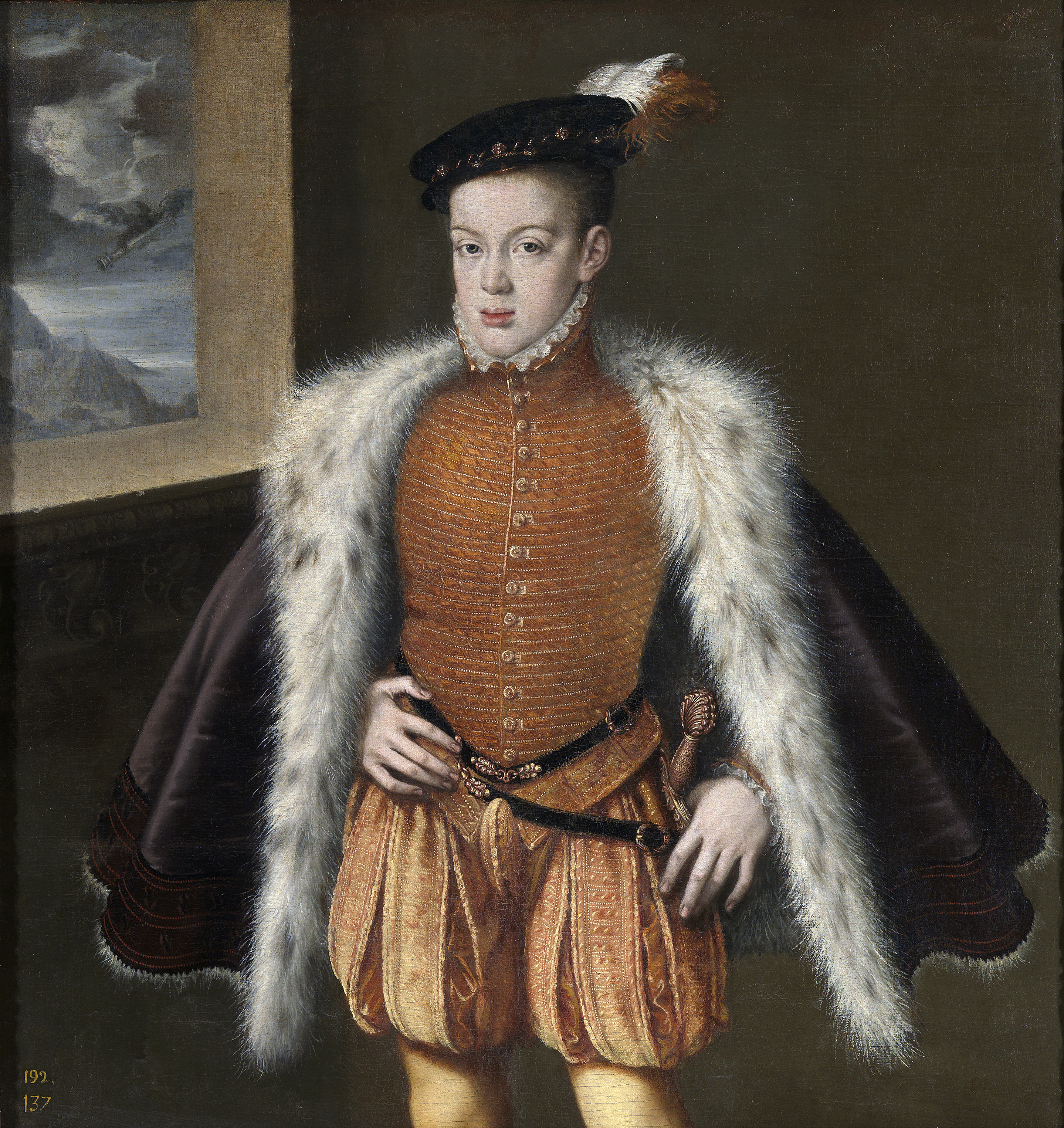
El Carles d'Àustria amb un gipó, l'any 1558

Un gipó (en català antic, també jupó, jubó o jubet) era una peça de roba masculina exterior amb mànigues, cenyida i curta fins a la cintura, que els cavallers es van començar a posar a partir del segle xiv, substituint l'anterior gonella (que va a passar a ser una peça femenina). Els cavallers se la posaven just sota l'armadura. Mentre la gonella es considerava, fins aleshores, una peça de roba interior, el gipó va passar a ser una peça de la indumentària civil. Francesc Eiximenis esmenta que el porta també un eclesiàstic, de manera que no devia ser una peça exclusivament militar. Se sap que n'hi havia, almenys, de colors blanc, carmesí, grana i negre; i fins i tot hi ha constància en un inventari d'un a ratlles. Els de la gent corrent eren de teixits ordinaris, però els dels senyors rics solien ser de seda i podien ser d'altres materials nobles, com la porpra. Al Tirant lo Blanc se'n descriuen de brocat, seda, setí i fil d'argent, decorats amb orfebreria i argenteria.
Al final de l'edat mitjana, les dones, a més de gonelles, podien portar una peça similar al gipó que es deia jupa.
Els giponers, menestrals dedicats a la confecció de gipons, constituïen una professió minoritària, una mica subordinada al gremi de sastres, com els calceters i els peiers. A Barcelona la formació del gremi tingué lloc el 1456, bé que hi havia una reglamentació tècnica municipal del 1330. Posteriorment els giponers de Barcelona, com els de València, es fusionaren amb el gremi de sastres, més nombrós i més ben organitzat. A València la unió es produí el 1604 i els giponers hi conservaren l'autonomia com a braç separat i una participació proporcional en l'administració del gremi conjunt.